# Policía de trabajo
La policía de trabajo o inspección del trabajo es la función del Estado de verificar el cumplimiento de las normas laborales y de Seguridad social y sancionar las infracciones. Tiene una naturaleza contravencional, aunque eventualmente puede derivar en delitos de naturaleza penal. Es parte de la función punitoria que caracteriza al Poder Ejecutivo denominada poder de policía. Habitualmente depende de la estructura del Ministerio de Trabajo o del organismo equivalente.

## Concepto y naturaleza
La policía de trabajo constituye un componente esencial del Derecho laboral y de la sociología del trabajo, siendo lo vinculado al "trabajo" un área de la sociedad en la cual existe una fuerte tendencia al incumplimiento de las normas. Muchos países tienen normas laborales relativamente avanzadas que no tienen ningún impacto sobre el sistema real de relaciones laborales debido al alto incumplimiento de las mismas.
Un elemento que resulta de gran importancia para que exista una eficiente verificación del cumplimiento de las leyes laborales, es la libertad sindical y la colaboración de los sindicatos con el Estado, a fin de detectar los incumplimientos. Se ha comprobado que, donde no existe libertad sindical o donde la policía de trabajo se encuentra desvinculada de los sindicatos, aumenta el incumplimiento del Derecho Laboral.

## Normas e infracciones
La Organización Internacional del Trabajo ha sancionado dos convenios sobre la inspección del trabajo:
- C81[3] que se completa con:
  - la R81 (Inspección del trabajo) que contiene más detalles acerca de las funciones preventivas de la inspección del trabajo, la colaboración de empleadores y trabajadores en materia de SST, y la publicación de informes anuales sobre la inspección;
  - un Protocolo al Convenio Nº81.[4]
- y C129,[5]

En 2007, sobre 180 países miembros de la OIT, 135 (70%) habían ratificado el primer convenio y 43 (23%) el segundo, en tanto que 10 (0,05%) países habían ratificado el Protocolo.
Actualmente en algunos países cuando la inspección del trabajo detecta incumplimientos que derivan en faltas de tipo penal, estas suelen estar vinculadas a la "trata de personas" y al "trabajo infantil", como en el caso de Brasíl, Argentina y Asia.
Existen dos concepciones principales en la aplicación de la "policía del trabajo"; la "generalista" que abarca en "un solo paso" a la seguridad e higiene laboral (ergonomía, aspectos posicionales del medioambiente laboral, siniestralidad laboral) y al plano "documental" (registro de libros y verificación contable) que es utilizada en países como España y Francia; y por otro lado la "focalista" o especializada, donde los dos aspectos mencionados anteriormente se aplican en dos "pasos" distintos. Los inspectores de trabajo tienen facultades cuasiallanativas por Convenios Internacionales y leyes locales. Desde la sociología el abordaje es "generalista" y apunta a la síntesis de los dos aspectos arriba mencionados, como una especialidad de la sociología del trabajo bajo el estudio de las CyMAT (Condiciones y Medio Ambiente del Trabajo).

### España
En España, se encuentra regulada por la Ley 23/2015, de 21 de julio, Ordenadora del Sistema de Inspección de Trabajo y Seguridad Social.
A nivel nacional, existe desde 1906 la Inspección de Trabajo y Seguridad Social (ITSS), un organismo autónomo del Gobierno de España. Asimismo, algunas regiones españolas han asumido competencias sobre inspección laboral y tiene sus propios organismos.

### México
En México la inspección laboral está prevista en artículos de la Constitución Política, en la Ley Federal del trabajo, el Reglamento Federal de Seguridad y Salud en el Trabajo y específicamente en el Reglamento general para la inspección y aplicación de sanciones por violaciones a la legislación laboral que fue actualizado en 2014. La aplicación de este reglamento corresponde a la Secretaría del trabajo y previsión social.

## La actividad inspectiva
Una de las cuestiones cruciales de la policía de trabajo está relacionada con los fondos disponibles y la organización del presupuesto del Estado.